# عمار بن ياسر
عمار بن ياسر هو صحابي من موالي بني مخزوم ومن السابقين إلى الإسلام. كان أيضاً من المستضعفين الذين عُذّبوا ليتركوا دين الإسلام. قيل هاجر إلى الحبشة، كما هاجر إلى المدينة المنورة، وشارك مع النبي محمد في غزواته كلها. كما شارك بعد وفاة النبي محمد في حروب الردة، وقُطعت أُذنه في معركة اليمامة. ولاّه عمر بن الخطاب على الكوفة ثم عزله، وشارك في آخر عمره إلى جانب علي بن أبي طالب في حربه مع معاوية بن أبي سفيان إلى أن قُتل في وقعة صفين وهو يقاتل ضمن صفوف جيش علي ضد جيش معاوية.

## صفته
قد كان عمار آدمًا، طويلاً أشهل العين، بعيد ما بين المنكبين، لا يغير شيبه، جعدًا، يعرف القراءة، وقيل كان أصلع في مقدم رأسه شعرات. وكان عمار تربًا للنبي محمد ﷺ متقاربان في السن.

## حياته

### النشأة وإسلامه
ولد عمار بن ياسر بن عامر بن مالك بن كنانة بن قيس بن الحصين بن الوذيم بن ثعلبة بن عوف بن حارثة بن عامر الأكبر بن يام بن عنس بن مذحج المذحجي العنسي في مكة، كان أبوه ياسر بن عامر قد قدم إلى مكة مع أخويه الحارث ومالك من اليمن باحثين عن أخ لهم، فرجع أخواه، وأقام أبوه، وحالف أبا حذيفة بن المغيرة بن عبد الله بن عمر بن مخزوم، فزوَّجَه أبو حذيفة بجاريته سمية بنت خياط، فولدت له عمار. أعتق أبو حذيفة عمار، فصار عمار بذلك مولى لبني مخزوم. أسلم عمار قديمًا، فكان من السابقين إلى الإسلام، حيث أسلم مع صهيب بن سنان في ساعة واحدة في دار الأرقم بعد بضعة وثلاثين رجلاً. وقد أسلم كذلك أبوه ياسر وأمه سمية وأخوه عبد الله. كان لعمار أخ آخر أسن منه يقال له «الحرث» قتله بنو الديل في الجاهلية.

### تعذيبه وهجرته
لما كان عمار من الموالي في مكة، ولم تكن له قبيلة تمنعه، فقد استضعف هو وأهله، وعُذّبوا ليتركوا دينهم، فقد قال عبد الله بن مسعود: «أول من أظهر إسلامه سبعة: رسول الله ﷺ وأبو بكر وعمار وأمه سمية وصهيب وبلال والمقداد، فأما رسول الله ﷺ فمنعه الله بعمه، وأما أبو بكر فمنعه الله بقومه، وأما سائرهم فألبسهم المشركون أدراع الحديد، وصفدوهم في الشمس، وما فيهم أحد إلا وقد واتاهم على ما أرادوا إلا بلال؛ فإنه هانت عليه نفسه في الله، وهان على قومه، فأعطوه الولدان يطوفون به في شعاب مكة وهو يقول: أحدٌ أحد»، وزاد مجاهد بن جبر على تلك الرواية، فقال: «فجاء أبو جهل يشتم سمية، وجعل يطعن بحربته في قلبها حتى قتلها، فكانت أول شهيدة في الإسلام». كان عمار يُعذّب حتى لا يدري ما يقول، وفيه وفي المستضعفين الذين عُذّبوا لترك الإسلام نزلت آية: ﴿وَالَّذِينَ هَاجَرُوا فِي اللَّهِ مِنْ بَعْدِ مَا ظُلِمُوا لَنُبَوِّئَنَّهُمْ فِي الدُّنْيَا حَسَنَةً وَلَأَجْرُ الْآخِرَةِ أَكْبَرُ لَوْ كَانُوا يَعْلَمُونَ ۝٤١﴾. وقد روى عثمان بن عفان أن النبي محمد كان يمر بعمار وأهله وهم يُعذّبون، ولا يستطيع أن يدفع عنهم العذاب، فيقول: «صبرا آل ياسر؛ فإن موعدكم الجنة»، وقال: «اللهم اغفر لآل ياسر وقد فعلت». وكان بنو مخزوم لا يتركون عمار حتى ينال من النبي محمد، ويذكر آلهتهم بخير، فلما أتى عمار النبي محمد، سأله النبي: «ما وراءك؟»، قال عمار: «شر يا رسول الله. والله ما تُرِكْتُ حتى نلت منك، وذكرت آلهتهم بخير»، فقال النبي: «فكيف تجد قلبك؟»، قال: «مطمئن بالإيمان»، فقال النبي: «فإن عادوا فعد»، وفي ذلك نزلت آية: ﴿مَنْ كَفَرَ بِاللَّهِ مِنْ بَعْدِ إِيمَانِهِ إِلَّا مَنْ أُكْرِهَ وَقَلْبُهُ مُطْمَئِنٌّ بِالْإِيمَانِ وَلَكِنْ مَنْ شَرَحَ بِالْكُفْرِ صَدْرًا فَعَلَيْهِمْ غَضَبٌ مِنَ اللَّهِ وَلَهُمْ عَذَابٌ عَظِيمٌ ۝١٠٦﴾، وآية: ﴿أَحَسِبَ النَّاسُ أَنْ يُتْرَكُوا أَنْ يَقُولُوا آمَنَّا وَهُمْ لَا يُفْتَنُونَ ۝٢﴾.
أمام وطأة التعذيب، قيل أن عمار بن ياسر هاجر إلى الحبشة، وهو أمر مُختلف فيه. إلا أن المؤكد أنه هاجر إلى يثرب، ونزل على مبشر بن عبد المنذر، وقد روى الحكم بن عتيبة أن النبي محمد لما هاجر إلى يثرب، قدم يثرب ضحىً، فقال عمار: «ما لرسول الله ﷺ بُدٌّ من أن نجعل له مكانًا إذا استظل من قائلته ليستظل فيه، ويصلي فيه». فجمع عمار حجارة، فبنى مسجد قباء، فكان أول مسجد بُني، وكان بذلك عمار أول من اتخذ مسجدًا يُصلّي فيه. وفي يثرب، آخى النبي محمد بين عمار وحذيفة بن اليمان، كما شهد عمار مع النبي محمد غزواته كلها، وبيعة الرضوان.

### بعد وفاة النبي محمد
بعد وفاة النبي محمد، شارك عمار في حروب الردة، واستبسل يوم اليمامة لما اشتدّ القتال، ورأى تأزّم الموقف في القتال، فاعتلى صخرة، وصاح: «يا معشر المسلمين، أمن الجنة تفرون؟ أنا عمار بن ياسر، هلموا إلي». وقد قطعت أذنه يومئذ، فكانت تتذبذب، وهو يقاتل أشد القتال. وفي عهد الخليفة عمر بن الخطاب، أرسله عمر واليًا على الكوفة، وبعث بكتاب جاء فيه: «أما بعد، فإني بعثت إليكم عمار بن ياسر أميرًا، وابن مسعود معلمًا ووزيرًا، وقد جعلت ابن مسعود على بيت مالكم. وإنهما لمن النجباء من أصحاب محمد من أهل بدر، فاسمعوا لهما وأطيعوا، واقتدوا بهما. وقد آثرتكم بابن أم عبد على نفسي. وبعثت عثمان بن حنيف على السواد، ورزقتهم كل يوم شاة، فاجعل شطرها وبطنها لعمار، والشطر الباقي بين هؤلاء الثلاثة».

### مقتله
انحاز عمار إلى جانب علي بن أبي طالب في حربه مع معاوية بن أبي سفيان بعد مقتل عثمان بن عفان، فشهد موقعة الجمل، ثم وقعة صفين. قتل أبو الغادية الجهني عمارَ بن ياسر في وقعة صفين في صفر سنة 37 هـ، وعمره 93 سنة، وهو يقاتل في صفوف جيش علي بن أبي طالب وهو شيخ طاعن في السن في يده حربة ترعد. وقد تواترت أحاديث عدة عن النبي محمد حول مقتل عمار بأنه: «تقتله الفئة الباغية»، عن رواة عدة منهم أم سلمة وأبو قتادة الأنصاري وأبو هريرة وعبد الله بن عمرو بن العاص وحذيفة بن اليمان وعثمان بن عفان وعبد الله بن مسعود وعبد الله بن عباس وآخرين. وقد ذكر أبو عبد الرحمن السلمي أنه رأى عمار بن ياسر يوم صفين لا يتوجّه في ناحية ولا واد من أودية صفين، إلا وأصحاب النبي محمد يتبعونه، كأنه علم لهم، كما سمعه يومئذ يقول لهاشم بن عتبة بن أبي وقاص: «يا هاشم، تفر من الجنة! الجنة تحت الهارقة، اليوم ألقى الأحبة، محمدًا وحزبه، والله لو ضربونا حتى يبلغوا بنا سعفات هُجَر لعلمت أنّا على حق، وأنهم على الباطل». وقد استرشد الكثيرون بذلك في أن الحق مع علي بن أبي طالب في حربه مع معاوية بن أبي سفيان كخزيمة بن ثابت الذي كان قد اعتزل القتال، حتى قُتل عمار فانضم إلى جيش علي. وقد أوصى عمار يوم قُتل، فقال: «ادفنوني فِي ثيابي، فإني مُخَاصِم». وقد صلّى علي بن أبي طالب على عمار، ولم يُغسّله، ودفنه في صفين. وقبره مشهور يزار.

## روايته للحديث النبوي
- روى عن: النبي محمد[22] وحذيفة بن اليمان.[23]
- روى عنه: عبد الله بن عباس وأبو موسى الأشعري وعبد الله بن جعفر بن أبي طالب وأبو لاس الخزاعي وأبو الطفيل[22] وعلي بن أبي طالب وأبو أمامة الباهلي وجابر بن عبد الله بن عمرو بن حرام ومحمد بن الحنفية وعلقمة بن قيس النخعي وزر بن حبيش وأبو وائل شقيق بن سلمة وهمام بن الحارث النخعي ونعيم بن حنظلة[24] وعبد الرحمن بن أبزي وناجية بن كعب العنزي وعبد الله بن سلمة المرادي وابن الحوتكية وثروان بن ملحان ويحيى بن جعدة والسائب والد عطاء بن السائب وقيس بن عباد البصري وصلة بن زفر ومخارق بن سليم وعامر بن سعد بن أبي وقاص وأبو البختري[3] وابنه محمد بن عمار بن ياسر وسعيد بن المسيب وأبو بكر بن عبد الرحمن بن الحارث بن هشام[4] وحبة العرني وحبيب بن صهبان الأسدي وحسان بن بلال المزني وخلاس بن عمرو الهجري ورياح بن الحارث النخعي وسلمان الأغر وعائش بن أنس البكري وعبد الله بن عتبة بن مسعود وعبد الله بن عنمة المزني وعبد الله بن أبي الهذيل وعمرو بن غالب الهمذاني ومحمد بن خثيم المحاربي والمستظل بن حصين وميمون بن أبي شبيب ويحيى بن يعمر ويزيد بن خثيم المحاربي وأبو راشد وأبو مالك الغفاري وأبو مريم الأسدي.[23]
- الجرح والتعديل: لعمار بن ياسر في مسند بقي بن مخلد 62 حديثًا، منها في الصحيحين 5 أحاديث،[3] كما روى له الجماعة في كتبهم.[18]

## مكانته
لعمار مكانته الرفيعة عند النبي محمد، فقد روى أنس بن مالك عن النبي محمد قوله: «ثلاثة تشتاق إليهم الجنة: علي وسلمان وعمار»، وروى علي بن أبي طالب أن عمارًا استأذن على النبي محمد، فقال: «من هذا؟»، قال: «عمار»، قال: «مرحبًا بالطيب المُطَيَّب»، وروى علي أيضًا أنه سمع النبي محمد يقول: «إن عمارًا مليء إيمانًا إلى مشاشه». كما رُوي عن حذيفة بن اليمان حديثًا عن النبي محمد، قال فيه: «اقتدوا بالذين من بعدي أبي بكر وعمر، واهتدوا بهدي عمار، وتمسكوا بعهد ابن أم عبد». وروي أن أحدهم عاد عمرو بن العاص، وهو في مرض موته، فقال: «إني لأرجو أن لا يكون رسول الله ﷺ مات يوم مات، وهو يحب رجلاً فيدخله الله النار»، فقالوا: «قد كنا نراه يحبك ويستعملك»، فقال: «الله أعلم أحبني أو تألّفني، ولكنا كنا نراه يحب رجلاً عمار بن ياسر»، قالوا: «فذلك قتيلكم يوم صفين»، قال: «قد والله قتلناه». وذكر خالد بن الوليد أنه كان بينه وبين عمار كلام، فأغلظ له، فشكاه عمار إلى النبي محمد، فقال رسول الله: «من عادى عمارًا عاداه الله، ومن أبغض عمارًا أبغضه الله»، فقال خالد: «خرجت فما شيء أحب إلي من رضا عمار، فلقيته فرضي». كما روى عبد الله بن مسعود وعائشة بنت أبي بكر عن النبي محمد قوله: «ما خُيّرَ ابن سمية بين أمرين إلا اختار أيسرهما».
كما أقر له عمر بن الخطاب بمكانته، فقد رُوي أن عمر أدنى خباب بن الأرت في مجلسه منه، وقال: «ادن فما أحد أحق بهذا المجلس منك إلا عمار».

## في السينما والتلفزيون
- 1951 : فيلم ظهور الإسلام عن فترة ظهور الإسلام وقام بدور عمار بن ياسر الممثل عماد حمدي
- 1975 : فيلم الرسالة وقام بدور عمار بن ياسر الممثل محمد العربي
- 1993 : مسلسل الوعد الحق وقام بدور عمار بن ياسر الممثل فتوح أحمد.
- 2008 : مسلسل قمر بني هاشم، وقام بتجسيد دور عمار بن ياسر الممثل جهاد الأندري.
- 2010 : مسلسل القعقاع بن عمرو التميمي عن قصة حياة القعقاع بن عمرو التميمي بطولة سلوم حداد. وقام بدور عمار بن ياسر الممثل إسكندر عزيز.
- 2011 : مسلسل معاوية والحسن والحسين، وقام بتجسيد دور عمار بن ياسر الممثل عاكف نجم.
- 2012 : مسلسل عمر عن قصة حياة عمر بن الخطاب بطولة سامر إسماعيل. وقام بدور عمار بن ياسر الممثل علاء رشيد.

## وصلات خارجية
- نبذة مختصرة عن فضائل عمار بن ياسر، رضي الله عنهما. - موقع الإسلام سؤال وجواب